# 奥尔汗·帕穆克
费里特·奥尔罕·帕慕克（Ferit Orhan Pamuk，1952年6月7日—），土耳其作家，2006年度诺贝尔文学奖得主。

## 生平
1952年出生于伊斯坦布尔的富裕家庭，这个背景被他写进了他的作品《杰夫代特先生》和《黑書》之中。进入罗伯特学院学习一直到高中毕业后，由于全家的期望，以及自己夢想中的職業─畫家，而去伊斯坦布尔理工大学学习建筑学，但在三年后中途退学，成为全职作家。最后在1976年毕业于伊斯坦布尔大学新闻系。在他22到30歲這段期間，他與母親生活在一起，寫著他第一本小說，並試圖找人出版。他描述他自己是一名「歷史和文化認同的，而非信神的文化穆斯林」。
在1985年到1988年，帕慕克是纽约哥伦比亚大学访问学者，在这段时间也访问了爱荷华大学。除了这三年美国生活以外，一直都生活在家乡伊斯坦布尔。帕穆克在1982年与歷史學家艾临·图拉根（Aylin Turegen）结婚，这段婚姻维持19年。他们有一女，名为如梦（Rüya）。他们于2001年离婚。
在2006年的時候，帕慕克回到美國接受了哥倫比亞大學的客座教授職務，並且成為哥倫比亞全球思潮委員會的會員之一，在哥倫比亞大學文學院下的中東與亞洲文學文化系所舉辦研討會。在2007年-2008年學期時，帕慕克回到哥倫比亞大學，與安德里亞斯·胡伊森（Andreas Huyssen）和David Damrosch合開比較文學的課程。
2010年1月，他承認他與布克獎的小說獎得主基蘭·德塞正在交往。

## 家族
帕慕克的兄長Sevket Pamuk有時會以虛構的角色出現在帕慕克小說裡。他是經濟學教授，在奧圖曼土耳其帝國經濟史的研究上享有國際性聲譽，現任教于伊斯坦堡海峽大學。

## 作家生涯
帕穆克于1974年开始创作小说，1982年发表首部小说《杰夫代特先生》。之后用实验性的手法创作小说，而且有较多的内省性作品。他的作品已被译成40多种语言出版。文学评论家们对他的赞扬很高，把他和一些大家大师如托马斯·曼、卡尔维诺等相提并论。
2006年10月12日，瑞典皇家学院以「在寻找故乡的忧郁灵魂时，发现了文化冲突和融合中的新的象征」為由，授予2006年度诺贝尔文学奖，成为获得诺贝尔奖的第一位土耳其人。
2007年1月，作家的朋友、土耳其亚美尼亚族记者赫兰特·丁克在伊斯坦布尔街头被枪杀，此后作家本人也因其一贯同情亚美尼亚和库尔德族的立场而受到了土耳其极端民族主义者发出的生命恐吓，并被迫推迟了对德国的访问。
帕慕克曾於2004年11月訪問台灣，在國立政治大學土耳其語文學系發表演說。

## 作品

### 小说
- 《杰夫代特先生》（Cevdet Bey ve Oğulları，1982）
- 《寂静的房子》（Sessiz Ev，1983）
- 《白色城堡》（Beyaz Kale，1985）
- 《黑书》（Kara Kitap，1990）
- 《新人生》（Yeni Hayat，1995）
- 《我的名字叫红》（Benim Adım Kırmızı，1998）
- 《雪》（Kar，2002）
- 《纯真博物馆》（Masumiyet Müzesi，2008）
- 《我脑袋里的怪东西》（Kafamda Bir Tuhaflık，2014）
- 《红发女人》（Kırmızı Saçlı Kadın，2016）
- 《瘟疫之夜》（Veba Geceleri，2021）

### 非虚构作品
- 《别样的色彩》（Öteki Renkler，1999）
- 《伊斯坦堡：一座城市的記憶》（İstanbul: Hatıralar ve Şehir，2003，2015修订）
- 《天真的和感伤的小说家》（Saf ve Düşünceli Romancı，2011）
- 《纯真物件》（Şeylerin Masumiyeti，2012）
- 《远山回忆》（Uzak Dağlar ve Hatıralar，2022）

## 参閲
- 土耳其文学